# Mikrewo
Mikrewo (bulgarisch Микрево) ist ein Dorf in der Gemeinde Strumjani in der Oblast Blagoewgrad im Südwesten Bulgariens. Das Dorf liegt im Strumatal, ca. 2 km westlich vom Gemeindezentrum und der E 79 entfernt.
Der FC Malesch Mikrewo spielt zurzeit (Saison 2010/11) in der zweiten bulgarischen Fußballliga (B Grupa).

## Persönlichkeiten
- Simeon Schterew (* 1959), bulgarischer Ringer